# 棄名錯稱
棄名錯稱（英語：deadnaming）是指谈及跨性別者时，以他们因性別轉換而不再使用的弃用名（英語：deadname，如本名）稱呼他们。棄名錯稱可能是無心之失，但也可能是故意用以嘲笑、冒犯、羞辱、否定跨性别者或推翻（英語：invalidate）其性別認同。為避免他人以其棄用名稱呼之，有些跨性別者或非二元性別者会改名，但可能會受制于行政程序或地方政策。
就進行性別轉換之前已经受到公眾關注的名人而言，有关是否应该以其旧名稱呼他们的问题仍然存在爭議。对于進行性別轉換之前曾出版作品的作者而言，他们可能忧心于过往書目元数据记录留有本人旧名而且几乎无法改动。部分社交媒體平台已经實施政策以避免棄名錯稱，例如要求以本人优先使用的稱呼为准而非以其法定名稱（本名）为准，或將棄名錯稱的行為完全禁止。

## 背景
在性別轉換过程之中，部分跨性別者及非二元性別者會弃用較显原先性别特征的旧名字，改用更符合其性別認同的新名字。在2010年代，跨性別權益運動者推廣使用（直譯為「死名」）一詞指代這些人士的舊名。牛津英語詞典（英語：Oxford English Dictionary）已在2021年6月的季度更新当中收录名词兼动词及动词性名词。更新内容介绍指出，一字首度有人使用是在2010年的Twitter上，而其動詞形式及一字首见于2013年。該詞通常带有讥讽意味，暗指使用旧名指代他人是无法接受之行径。
棄名錯稱的概念引起了相当大的争议。跨性別身份認同的支持者認為，棄名錯稱行为属于仇视跨性別人士的行为之一。如同性別錯稱，棄名錯稱可以是公然的人身侵害，也可以是当事人自发申报的（self-reported）受到微侵害的例证，事件证明当事人沒有作为社会一分子被大众完全接纳。跨性別人士支持者也可能在無意間以棄名錯稱，例如家人或多年好友可能虽对当事跨性别人士给予支持，却尚未習慣以其新名字称呼。不过，屢次未能避免使用棄名錯稱仍可以被視作一种不敬。
歷史學教授和酷兒文化學者認為反對使用棄名錯稱「不利于（当事人）为实现自我接納和融合而做出努力」。則辯稱，學術自由原則並不包含使用棄名錯稱的自由。圍繞棄名錯稱行为是否具有正当性的争论亦在LGBT社群內部引发争论，其中有些人認為使用棄名錯稱本身就是一種显而易见的伤害（a tangible harm），有些人則形容打击棄名錯稱行为与经营「再教育营」相似。
酷兒現象學者推论，部分跨性別者堅持制止他人使用棄名錯稱，一部分理由是能够将出面制止作为策略，「通過堅决将当下放在首位，或意图抹去過去，抑或甚至在情感层面上将『真實自我』定位在未来这一无从捉摸之地」，畅想「未来性別轉換更易实现、醫療保健及住房资源更充分、薪资更易维持生计、社會活力更充沛」，以便维护自己对前途的愿景及期盼。糾正他人使用棄名錯稱之错误行径亦被列为支持跨性別者的一種方式。
在嘗試避免棄名錯稱時，跨性別人士可能受到行政程序或地方政策阻礙。当事人更改法定姓名要耗費時間、金錢及精力，在學校等部分機構中可能也难以变更相应資訊，如姓名、電郵、時間安排等。

## 企業和政界回應
部分網絡平台如Facebook、YouTube及Gmail容許用戶進行一定次數的用戶名變更。但固定元數據則是幾乎不可能補救，如出现在带有ISBN的出版書目上的棄用名字。一些學術出版商及科學期刊出版商訂立棄名政策，令跨性別作者能够改正他們的元數據以换成其偏好名字。對於具有固定识别符的出版物，跨性別作者通常會效仿冠夫姓及恢復本姓的女性作者，重新出版他們的著作及作品，在新版书中以偏好名字取代舊名，并停止发行印有旧名的旧版书，但部分媒體元數據網絡平台可能仍將棄用名列為版本的主要作者。
互聯網電影資料庫（IMDb）在2019年修訂其對於演員姓名的嚴格政策，允許演員從其官方简介页面中修改及移除其本名及棄用名。這個政策的變動是緣由於跨性別演員拉薇安·考克斯指出，像IMDb一样的亞馬遜子公司使用棄名錯稱是「最大惡意的侮辱」，且有GLAAD發言人尼克·亞當斯認同並指棄名錯稱是「侵犯隱私權」，引發對媒體後設資料采用棄用名做法的抗議。IMDb發表聲明指出其政策修改，容許在本名鲜为人知且該当事人不再願意使用該名字的情況下，由当事人自己或派出业界代表聯絡該公司的客服人員以提出申请。一旦IMDb团队确定应当移除某人本名，在流程约束之下，团队会在其生平介绍頁面上检查并移除每一处本名。
在2020年12月，因應演員艾略特·佩吉公開自己跨性別身份，媒體串流平台Netflix将佩吉的女性棄用名「愛倫·佩姬（Ellen Page）」從一些電影演職人員名單中移除，涉及由佩吉出演女性角色的《迷走青春》、《Juno少女孕記》、《水果硬糖》等等。作家研究推測，Netflix作出此番舉動是因为佩吉在電視劇《雨傘學院》中深得观众喜爱。IMDb亦在2020年修改了艾略特·佩吉的元數據以反映其偏好名字。
2021年3月12日，北卡罗来纳州公共指導部宣佈，其學區公立學校學生可在學生資料系統上隐去其法定姓名，改以展示自己登记的偏好用名（preferred name），而法定姓名將只見於不公開成績單等最私密文件上。这项改革能够在州報告、學生成績單和教師成績冊上杜绝棄名錯稱发生；而在2021年6月，維基農場網站Fandom宣佈新的LGBT政策，禁止在其下轄網站中棄名錯稱跨性別人士。

## 另見
- 反同標語
- 跨性別恐懼
- 美國LGBT權益
- 女性主義對跨性別議題的觀點（英语：Feminist views on transgender topics）
- 命名儀式（英语：Naming ceremony）
- 命名法規（英语：Naming law）
- LGBT語言學（英语：LGBT linguistics）